# Dewey County (South Dakota)
Dewey County ist ein County im Norden des US-Bundesstaates South Dakota, Vereinigte Staaten. Das U.S. Census Bureau hat bei der Volkszählung 2020 eine Einwohnerzahl von 5239 ermittelt.

## Geographie
Das County hat eine Fläche von 6334 Quadratkilometern; davon sind 370 Quadratkilometer (2,07 Prozent) Wasserflächen. Fast die gesamte Fläche gehört zum Cheyenne River Reservation, der nördliche Teil gehört zur Standing Rock Reservation. Damit ist Dewey County eines von fünf Countys in South Dakota, die komplett in Indianerreservaten liegen. Das County teilt sich in zwei unorganisierte Territorien: North Dewey und South Dewey.

## Geschichte
Das County wurde am 8. Januar 1873 als Rusk County gegründet. Am 9. März 1883 folgte die Umbenennung auf den heutigen Namen. Die Verwaltungsorganisation wurde am 3. Dezember 1910 abgeschlossen. Der Name geht auf William Pitt Dewey zurück, der oberster Landvermesser (eng.: „Surveyor General“) des Dakota-Territoriums war und Abgeordneter in dessen gesetzgebender Versammlung war.

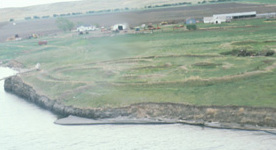
Molstad Village (2017)

Ein Ort im County hat den Status einer National Historic Landmark, das Molstad Village. Fünf Bauwerke und Stätten des Countys sind im National Register of Historic Places (NRHP) eingetragen (Stand 31. Juli 2018).

## Städte und Gemeinden
Städte (Citys)
- Eagle Butte
- Timber Lake

Gemeinden (Towns)
- Isabel

Census-designated places
- Green Grass
- La Plant
- North Eagle Butte
- Whitehorse